# Vendetta (Celesty)
Vendetta è il quarto album in studio del gruppo power metal finlandese Celesty, pubblicato nel 2009.

## Tracce
1. Prelude for Vendetta – 1:26
2. Euphoric Dream – 5:02
3. Greed & Vanity – 4:16
4. Like Warriors – 4:44
5. Autumn Leaves – 4:06
6. Feared by Dawn – 4:53
7. Lord (of This Kingdom) – 5:00
8. New Sin – 5:27
9. Dark Emotions – 5:16
10. Fading Away – 3:59
11. Legacy of Hate Pt.3 – 14:06

## Formazione

### Gruppo
- Jere Luokkamäki – batteria
- Juha Mäenpää – tastiera
- Teemu Koskela – chitarra
- Tapani Kangas – chitarra
- Ari Katajamäki – basso
- Antti Railio – voce

### Ospiti
- Tampere Philharmonic Orchestra – orchestra
- Suvi-Tuuli Dietrich – voce
- Elias Viljanen – chitarra
- Stephan Lill – chitarra